# Joaquim Alves Brás
Joaquim Alves Brás (19 mars 1899 - 13 mars 1966), était un prêtre catholique portugais.
Face à la situation dramatique de l'aspect économique et moral d'une partie de la population, il se consacra à l'éducation des jeunes filles défavorisées, à la formation des femmes du service domestique et à l'apostolat de la famille. Il donne naissance à l'Œuvre de Sainte-Zita et de l'Institut séculier des Coopérateurs de la Famille. Le pape Paul VI le fera chapelain de Sa Sainteté.
Le pape Benoît XVI reconnaît l'héroïcité de ses vertus en 2008, le déclarant vénérable.

## Sources
- http://www.padrealvesbras.com/monsenhor-alves-bras/monsenhor-alves-bras:83